# ماري مارفينغت
ماري مارفينغت (بالفرنسية: Marie Marvingt) (20 فبراير 1875 - 14 ديسمبر 1963) كانت رياضية فرنسية، متسلقة جبال ، طياره وصحفية. فازت بالعديد من الجوائز لإنجازاتها الرياضية وكذلك لها نشاطات في السباحة، وركوب الدراجات، وتسلق الجبال، والرياضات الشتوية، والتسلق، والطيران، وركوب الخيل، والجمباز، وألعاب القوى، والرماية والمبارزة. وكانت أول امرأة تتسلق العديد من قمم جبال الألب الفرنسية والسويسرية. وسجلت رقما قياسيا في بالون، وطيارة أثناء الحرب العالمية الأولى وأصبحت أول امرأة تطير في مهمات قتالية كطيار. وكانت أيضا ممرضة جراحية مؤهلة، وكانت أول ممرضة طيران معتمدة ومدربة في العالم، وعملت على إنشاء خدمات الإسعاف الجوي في جميع أنحاء العالم. وفقا لمصدر فرنسي،

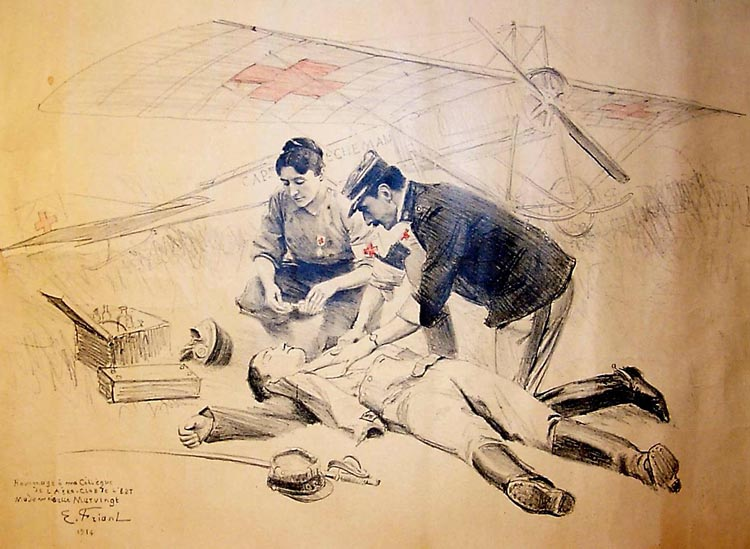
رسم ل ماري مارفينغت واسعافها الجوي المقترح، 1914

سماها مايكل شاتو دو ثييري دو بومانوار في عام 1903 «خطيبة الخطر»، وهو الاسم الذي استعملته الصحف لوصفها بقية عمرها. كُتب هذا الاسم أيضًا على اللوحة التذكارية في واجهة البيت الذي عاشت فيه، 8 بلاس دو لا كاريير، نانسي.

## السيرة الذاتية

### النشأة
وُلدت ماري فيليسيي إليزابيث مارفينغت في الساعة السادسة والنصف من 20 فبراير عام 1875 في أورياك، وهي محافظة إقليم كانتال الفرنسي. كان أبوها فيلكس كونستانت مارفينغت مدير مكتب بريد كبيرًا، وأمها إليزابيث بروسكن. تزوجا في متز في 16 يوليو عام 1861، وكان عمره حينئذ 48 عامًا وعمرها 32 عامًا. خسر الزوجان ثلاثة أطفال قبل أن تولد ماري.
عاشت الأسرة، وفيها أخوها الأكبر يوجين (المولود عام 1878) في متز، وكانت حينئذ جزءًا من ألمانيا، من عام 1880 إلى عام 1889. عندما ماتت أم ماري عام 1889، وجدت بنت الأربعة عشر عامًا نفسها على رأس البيت، وانتقلت الأسرة إلى نانسي، حيث عاشت بقية عمرها.
كان فيلكس مارفينغت بطلًا محليًا في السباحة والبلياردو، ومشجعًا رياضيًا متحمسًا. لما كانت صحة ابنه الوحيد ضعيفة هشة، شارك الأب ابنته حب الرياضة وشجع إمكاناتها الظاهرة أصلًا. ما بلغت الفتاة أربعة أعوام إلا وهي قادرة على السباحة 4 كيلومترات. ثم نما عندها حب رياضات كثيرة أخرى: تسلق الجبال، والصيد، والجمباز، وركوب الخيل، والمبارزة، والتنس، والتزلج، والازدحاف الثلجي، والتزلج على الجليد، والملاكمة، وفنون الدفاع عن النفس، والغولف، والهوكي، وكرة القدم. انطلقت عام 1890، وهي بعمر خمسة عشر عامًا، بقاربها فقطعت 400 كيلومتر من نانسي إلى كوبلنز في ألمانيا. تعلمت عددًا من مهارات السرك، وحصلت على شهادة السياقة في عام 1899.

### النجاحات الرياضية
أصبحت ماري رياضية عالمية وفازت بجوائز عديدة في السباحة، والمبارزة، والرمي، والتزلج، والتزلج السريع، والازدحاف الثلجي، والتزلج بسيارات الثلج. كانت متسلقة جبال ماهرة، وكانت أول امرأة تتسلق معظم قمم جبال الألب الفرنسية والسويسرية بين عامي 1903 و1910، ومن القمم التي تسلقتها: إيغوي دي غراند شارموز، وممر غريبون من شاموني في يوم واحد. أصبحت عام 1905 أول امرأة فرنسية تسبح طول نهر السين في باريس. لقبتها الصحف يومها «البرمائية الحمراء» للون ثوب السباحة الذي كانت ترتديه.
فازت عام 1907 بمسابقة رمي عسكرية دولية، باستخدام قربينة (وهي بندقية صغيرة) للجيش الفرنسي، وأصبحت المرأة الوحيدة في التاريخ التي كافأها وزير حرب فرنسي بجائزة «بالمز دو برميير تيريو: كفّا الرامي الأول». سيطرت ماري على مواسم الشتاء الرياضية في شاموني من عام 1908 إلى عام 1910، وأيضًا في جيرارميه، وبالون دالاس، التي أحرزت فيها المركز الأول في أكثر من عشرين مناسبة. في 26 يناير عام 1910، فازت بكأس ليون أوشر في بطولة العالم النسائية لرياضة التزلج بسيارات الثلج.
كانت تحب ركوب الدراجة، وركبتها من نانسي في فرنسا إلى نابولي في إيطاليا لتشهد انبعاثًا بركانيًا. لم يقبل طلبها عام 1908 للمشاركة في «تور دو فرانس: رحلة فرنسا»، لأن السباق كان متاحًا للرجال فقط. لكنها قررت ركوب دراجتها على الطريق رغمًا عن ذلك، سائقة دراجتها على مسافة خلف المشتركين. استطاعت أن تكمل السباق المنهك، وهو ما لم يستطع فعله إلا 36 سائقًا ذكرًا من أصل 114 سائق في ذلك العام. في 15 مارس عام 1910، كافأتها الأكاديمية الفرنسية للرياضات بميدالية ذهبية في «كل الرياضات»، وهي أول ميدالية متعددة الرياضات قد مُنحت لأحد.

### الإنجازات في الطيران المبكر

#### ركوب المنطاد
صعدت ماري مارفينغت كراكب في رحلة طيران حر أول مرة عام 1901. في 19 يوليو عام 1907، قادت رحلة بنفسها. في 24 سبتمبر عام 1909، طارت أول رحلة منفردة لها بوصفها طيار منطاد، وفي 26 أكتوبر عام 1909، أصبحت مارفينغت أول امرأة تقود منطادًا (ذا شوتنغ ستار) عبر البحر الشمالي من أوروبا إلى إنكلترا. كوفئت بجوائز في ركوب المنطاد في الأعوام 1909، و1910، و1911. في 18 يوليو عام 1914، وفي مشاركتها بالمسابقة العاشرة للجائزة الكبرى التي يقيمها نادي الطيران الفرنسي، أصبحت ماري أول امرأة تعبر القناة الفرنسية في منطاد. حازت ماري على شهادة قائد المنطاد (رقم 145) من نادي طيران ستيلا في 1910، وهي ثاني امرأة حازت عليها (كانت الأولى ماري سوركوف).

### طيران الجناحين الثابتين
في سبتمبر عام 1909، جربت ماري مارفينغت أول رحلة لها كراكبة في طائرة يقودها روجر سومّر. خلال عام 1910، درست طيران الجناحين الثابتين مع هربرت لاثام، النظير الأنغلوفرنسي للويس بليريو، في طائرة أنطوانيت. وقادت الطائرة، وانفردت برحلة جوية، واجتازت متطلبات شهادة قيادة طائرة أنطوانيت صعبة القيادة، وكانت أول امرأة تفعل ذلك.
تسلمت ماري مارفينغت شهادة طيار من نادي طيران فرنسا في 8 نوفمبر عام 1910. كان رقم شهادتها 281، وكانت ثالث امرأة فرنسية تسجل بعد رايموند دو لاروش (رقمها 36)، ومارث نييل (رقمها 226). في أول 900 رحلة جوية لها، لم «تخدش الطائرة»، وهو إنجاز لم يسبقها إليه أحد في ذلك الوقت.
طارت ماري في عدد من اللقاءات الجوية، وقصفت قاعدة جوية ألمانية مرتين بوصفها طيارًا غير رسمي في الحرب العالمية الأولى، وطارت في مهمات الاستطلاع في عملية «إعادة السلام» لشمال إفريقيا، وكانت المرأة الوحيدة التي جمعت أربع شهادات طيران في وقت واحد معًا: قيادة البالون، والطائرة المائية، والطائرة الجوية، والمروحية (في الثمانينيات من عمرها، قادت مروحية نفاثة، وجددت شهادتها).

### كأس فيمينا
في 27 نوفمبر عام 1910، وضعت ماري مارفينغت أول تسجيلات عالمية لطيران النساء في مدة الطيران والمسافة المقطوعة في الطائرة. قبل ذلك الوقت لم تكن أنشطة النساء مسجلة. أكدت ماري ضرورة حساب وقت الطيران وقياسه والتحقق منه، أولًا لإظهار الحاجة إلى إشراك النساء في كتب التسجيلات، وثانيًا لأنها كانت تسابق من أجل كأس فيمينا. كانت كأس فيمينا مقدمة قبل فترة قصيرة من بيير لافيت، وهو مالك المجلة النسائية فيمينا، كانت كأس فيمينا للمرأة الفرنسية المجازة من نادي الطيران الفرنسي التي ستقطع قبل نهاية عام 1910 أطول مسافة طيرانًا في رحلة جوية لا توقّف فيها. مع أن ماري طارت في رحلتين لتُحسن تسجيلها، فإن هيلين دوتريو -وهي بطلة في ركوب الدراجات ورابع امرأة تحصل على شهادة طيار- طارت أبعد منها في 21 ديسمبر عام 1910. حاولت ماري محاولة أخيرة للفوز بالكأس في 30 ديسمبر عام 1910، ولكن عطلًا فنيًا أجبرها على الهبوط قبل بلوغ الهدف. فازت هيلين دوتريو بالكأس. كانت أهمية كأس فيمينا أنها بدأت بحفظ تسجيلات الطيران للنساء، وقدمت النساء إلى سماء العالم، إذ كان الاهتمام عالميًا بالنساء اللاتي تنافسن على الكأس.

### الإسعافات الجوية
اقترحت ماري مارفينغت على الحكومة الفرنسية تطوير الطائرات ثابتة الجناحين لتصبح طائرات إسعاف، وكان ذلك عام 1910. بمساعدة مهندس شركة ديبيردوسن بيكيرو، الذي صمم مقاتلة سباد أيضًا، رسمت ماري أول نموذج أولي لأول طائرة إسعافية عملية. جمعت المال في مؤتمراتها الشهيرة، لتشتري واحدة للجيش الفرنسي والصليب الأحمر. في عام 1912، طلبت طائرة إسعاف من دبيردوسن، ولكن قبل تسليمها إياها، أفلست الشركة لأن مالكها أرماند ديبيردوسن اختلس أموالها. (رسم إميل فريانت ماري مارفينغت عام 1914 مع طائرة إسعافها المقترحة).
كرست مارفينغت بقية حياتها الطويلة لمفهوم الإخلاء الطبي الجوي، فأقامت أكثر من 3000 مؤتمر ومحاضرة حول هذا الموضوع في أربع قارات على الأقل. شاركت مارفينغت في تأسيس المنظمة الفرنسية ليزامي دو لافياسيون سانيتاير (أصدقاء الطيران الطبي)، وكانت واحدة من المنظمين لنجاح أول مؤتمر عالمي حول الطيران الطبي عام 1929.
أقامت عام 1931 تحدي كابتن إكيمان، وهو تحدّ يحصل الفائز به على جائزة لأفضل طائرة مدنية تستطيع التحول إلى طائرة إسعاف. في عام 1934، أسست خدمة الإسعاف الجوي المدني في المغرب، ثم حصلت على جائزة وسام السلام المغربي. في نفس السنة طورت مارفينغت دورات تدريبية لممرضات الجو، وأصبحت في عام 1935 أول من يعطى شهادة ممرضة جوية. في عامي 1934 و1935، كتبت وأخرجت وظهرت في أفلام وثائقية عن تاريخ الإسعافات الجوية وتطورها: ليزايل كي سافانت (الأجنحة الحامية)، وساوفي بار لا كولومب (أنقذته الحمامة).
أُسس فيلق الإسعاف الطائر من أجل إنقاذ الجرحى في أرض المعركة بالطائرات التي تهبط في محطات هبوط محددة تكون فيها طواقم الممرضات، وحمّالو الناقلات والمساعدة الطبية الفعالة. في عام 1939، ظهرت حيوية هذا الأمر مرة أخرى، وكانت ماري مارفينغت تعمل عليه وعلى مخططات مشابهة لنحو 30 عامًا. في ما كانت تنظم لافياسيون سانيتاير، وتوظف النساء الطيارات والممرضات، زارت الولايات المتحدة عدة مرات لتتشاور مع موظفي الحكومة. في فرنسا نفسها، كانت تدعمها السلطات مثل مارشال فوك وجوفر. جذبت مخططاتها اهتمام النساء الفتيّات في بلدها، ومع بداية الحرب العالمية الثانية، تصاعد هذا الاهتمام. أُدخلت خمسمئة ممرضة، بخبرة عشر ساعات من الطيران على الأقل، في فيلق جديد من ممرضات الجو، وكانت بعضهن أيضًا مظليات. في 30 يناير عام 1955، تسلمت جائزة دوتش دو لا مورت الكبرى من الاتحاد الوطني لفن الطيران في السوربون من أجل عملها في طب الطيران.

### الأنشطة الحربية
في الحرب العالمية الأولى، تنكرت ماري مارفينغت في زي رجل، بتشجيع ملازم مشاة فرنسي، وخدمت على الخطوط الأمامية بوصفها جنديًا من الدرجة الثانية في الكتيبة 42 للجنود المشاة. اكتُشف أمرها بعد ذلك وأُرسلت إلى البيت، لكنها شاركت بعد ذلك في العمليات العسكرية مع الفوج الثالث من القوات الألبية الإيطالية، في جبال الدولوميت الإيطالية، وكان ذلك بطلب مباشر من مارشال فوك. عملت أيضًا كممرضة جراحية في الصليب الأحمر، ومراسلة حرب على الجبهة الإيطالية، وجامعة محتملة للمعلومات للسلطات العسكرية.
في عام 1915، أصبحت مارفينغت أول امرأة في العالم تقود طائرة في مهمة عسكرية عندما صارت طيارة متطوعة في عمليات القصف على المناطق التي احتلتها ألمانيا، وحصلت على جائزة الصليب العسكري لقصفها الجوي على قاعدة عسكرية ألمانية في متز. بين الحربين العالميتين عملت صحفية، ومراسلة حربية، وموظفة طبية مع القوات الفرنسية في شمال إفريقيا. عندما كانت في المغرب خطرت لها فكرة استعمال الزلاجات المعدنية في الإسعافات الجوية، حتى تستطيع طائرات الإسعاف أن تهبط على الأرض الصحراوية. أدارت أيضًا مدرسة تزلج في الصحراء، علّمت فيها الناس التزلج على كثبان الرمل.
في الحرب العالمية الثانية، استمرت في عملها كممرضة في الصليب الأحمر برتبة عريف، واستمر دعمها لطائرات الإسعاف، وأسست بيتًا للطيارين الجرحى وأدارته. حاربت أيضًا في المقاومة، وأوتيت لذلك وسامًا مع نجمة (يشير إلى المشاركات الاستثنائية). كُتب على لوحة الشرف في سانت ألفير: «ماري مارفينغت، محاربة مقاومة، مُكرمة».

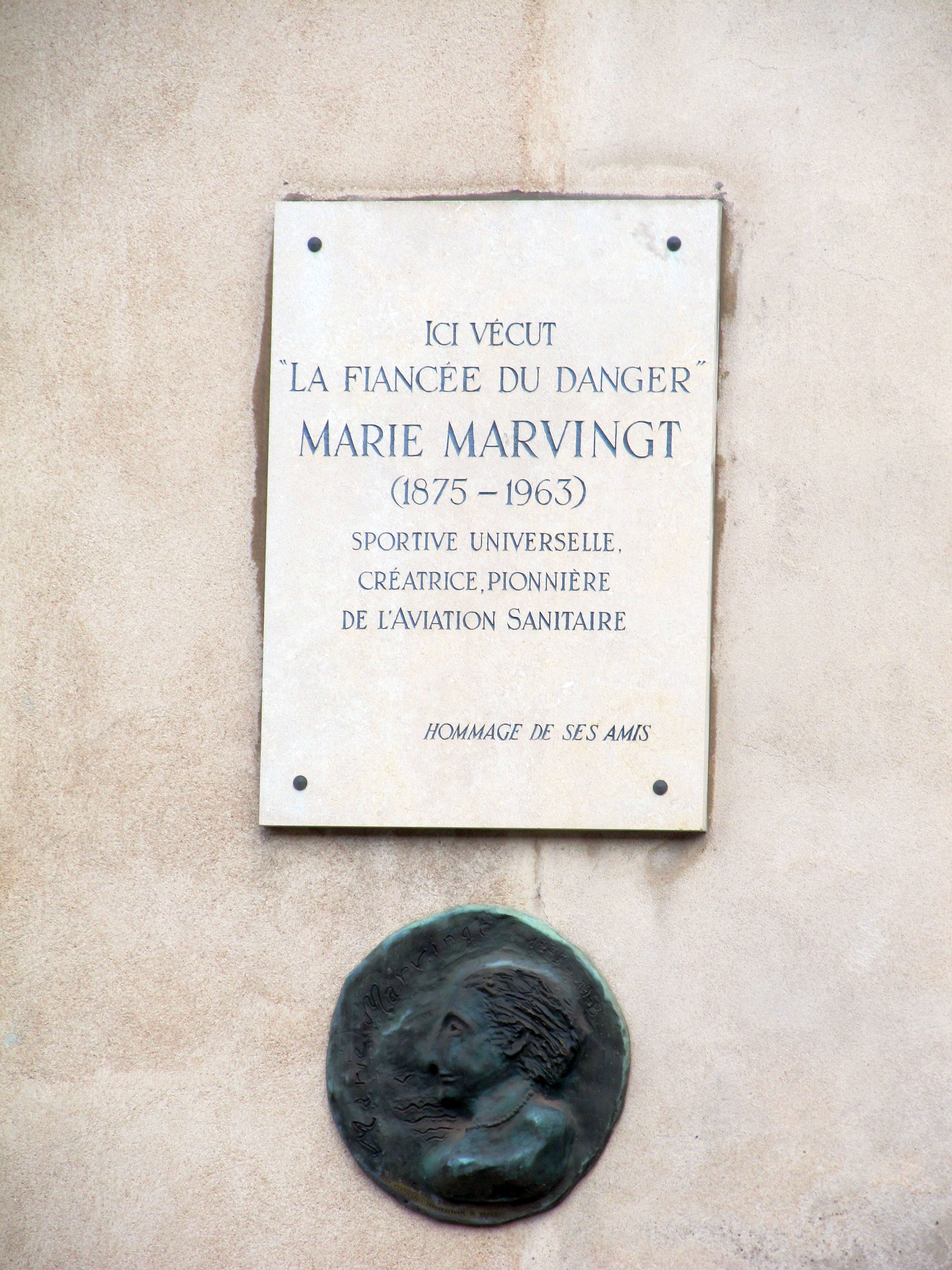
A commemorative plaque in نانسي

## مزيد من القراءة
- Cordier, Marcel and Maggio, Rosalie. "Marie Marvingt, La Femme d'Un Siecle", Editions Pierron, Sarreguemines (France) 1991.
- Granjon, Serge. "Les pionniers du ciel forézien", Osmose, 7 rue des Creuses, 42000, Saint-Étienne, (France) 2005.
- Nicolaou, Stéphane & Misme-Thomas, Elisabeth. "Aviatrices – Un siècle d'aviation féminine française", Musée de l'Air et de l'Espace, Éditions Altipresse, 2004. ISBN 2-911218-21-3

## روابط خارجية
- ماري مارفينغت على موقع SpeedSkatingNews.info (الإنجليزية)

- Lam، David M. (أغسطس 2003). "Marie Marvingt and the Development of Aeromedical Evacuation". Aviation, Space, and Environmental Medicine. Aerospace Medical Association. ج. 74 ع. 8: 863–868. PMID:12924762. مؤرشف من الأصل في 2017-04-04. اطلع عليه بتاريخ 2007-01-09.
- "Marie Marvingt". Biographies de pilotes (بالفرنسية). Aviation-Ancienne. 5 Nov 2006. Archived from the original on 2017-04-04. Retrieved 2013-09-04.
- http://centenaire-mariemarvingt.com/la_biographie_de_marie_marvingt_072.htm
- http://www.filmsdocumentaires.com/films/109-marie-marvingt-la-fiancee-du-danger
- http://www.cantalpassion.com/20091209874/marie_marvingt.htm نسخة محفوظة 8 يوليو 2011 على موقع واي باك مشين.
- http://www.speedskatingnews.info/en/data/skater/marie-marvingt/